# Мулино (Вологодская область)
Мулино — деревня в Бабушкинском районе Вологодской области.
Входит в состав Тимановского сельского поселения, с точки зрения административно-территориального деления — в Тимановский сельсовет.
Расстояние по автодороге до районного центра села имени Бабушкина составляет 49 км, до центра муниципального образования Тимановой Горы — 7 км. Ближайшие населённые пункты — Пожарище, Варнавино, Подгорная.
Согласно книге «Родословие Вологодской деревни», впервые деревня упоминается в письменных источниках в 1623 г. как деревня Мулино Илезской волости Тотемского уезда. Населена была чёрносошными крестьянами.
В 1906 г, согласно «Списку лиц ... , имеющих право участвовать в Предварительном Съезде по выборам в Государственную Думу по Тотемскому уезду», в деревне Мулино былъ:
- Складской амбар (владелец — Иван Васильевич Воробьёв)[4]:16

Население по данным переписи 2002 года — 13 человек.